# Jeanne Gaillarde
Pour les articles homonymes, voir Gaillarde (homonymie).
Jeanne Gaillarde (vers 1524) est une poétesse française.

## Biographie
On sait peu de choses de Jeanne Gaillarde. Lors du passage de Clément Marot à Lyon vers 1524, celui-ci fit connaissance de Jeanne. Ils échangèrent deux rondeaux. Par ailleurs, Verdun-Léon Saulnier attribue à Jeanne Gaillarde sept autres rondeaux, sur la foi du manuscrit 2335 de la BNF où figure une version différente du rondeau Response  au précédent rondeau, suivi de sept rondeaux signés J. G. : et sur le fait que, Marot comparant Jeanne Gaillarde à Christine de Pisan, celle-là ne peut être l'auteure d'un seul poème.

## Les deux rondeaux
À ma Dame Jehanne Gaillarde de Lyon, femme de grant scavoir
D’avoir le prix en science et doctrine

Bien mérita de Pisan la Christine

Durant ses jours ; mais ta plume dorée

D’elle serait à présent adorée,

S’elle vivait par volonté divine.

Car tout ainsi que le feu l’or affine,

Le temps a fait notre langue plus fine,

De qui tu as l’éloquence assurée

D’avoir le prix.

Donques ma main, rends-toi humble et bénigne,

En donnant lieu à la main féminine :

N’écris plus rien en rythme mesuré,

Fors que tu es une main bienheurée

D’avoir touché celle qui est tant digne

D’avoir le prix.
 
Response au précédent rondeau par ma dicte Dame Jehanne Gaillarde
De m’acquitter je me trouve surprise

D’un faible esprit, car à toi n’ai savoir

Correspondant : tu le peux bien savoir,

Vu qu’en cet art plus qu’autre l’on te prise.

Si fusse autant éloquente, et apprise,

Comme tu dis, je ferais mon devoir

De m’acquitter.

Si veux prier la grâce en toi comprise,

Et les vertus, qui tant te font valoir,

De prendre en gré l’affectueux vouloir

Dont ignorance a rompu l’entreprise

De m’acquitter.